# Dibrugarh
Dibrugarh (en asamés: ডিব্ৰুগড় ) es una localidad de la India, centro administrativo del distrito de Dibrugarh, estado de Assam.

## Geografía
Se encuentra a una altitud de 108 m s. n. m. a 423 km de la capital estatal, Dispur, en la zona horaria UTC +5:30.

## Demografía
Según estimación 2010 contaba con una población de 119 365 habitantes.